# McLaren Artura
La McLaren Artura est une supercar hybride rechargeable du constructeur automobile britannique McLaren Automotive, produite à partir de 2021. Elle est l'entrée de gamme de la famille des « Sports Series » du constructeur, sous la 600LT.

## Présentation
Le 23 novembre 2020, le constructeur dévoile le nom de la première McLaren hybride (code interne HPH pour High-Performance-Hybrid) et première McLaren dotée d'un moteur V6, la McLaren Artura.
L'Artura, remplaçante des 540 et 570, est officiellement présentée le 17 février 2021.

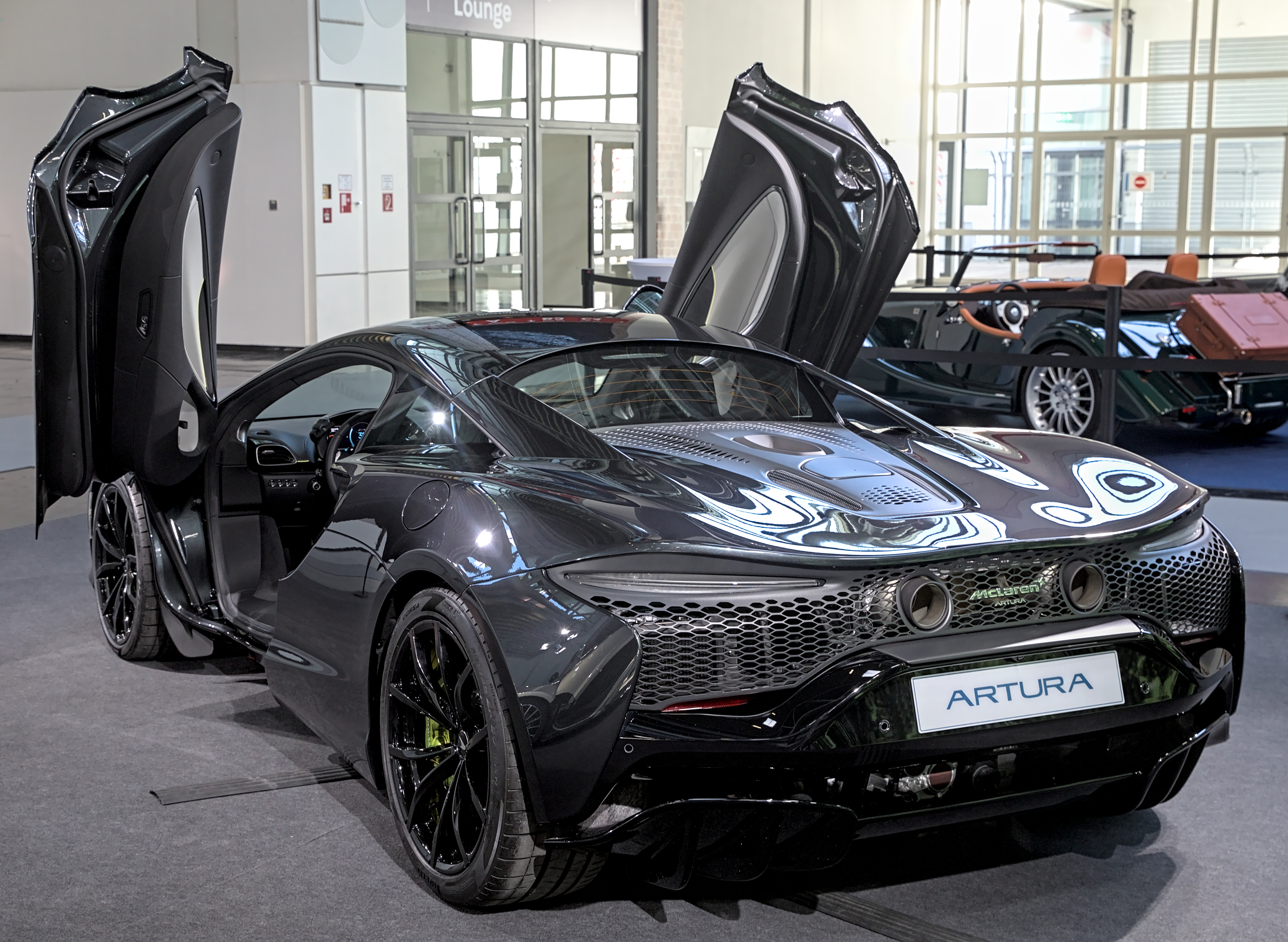
Vue arrière.
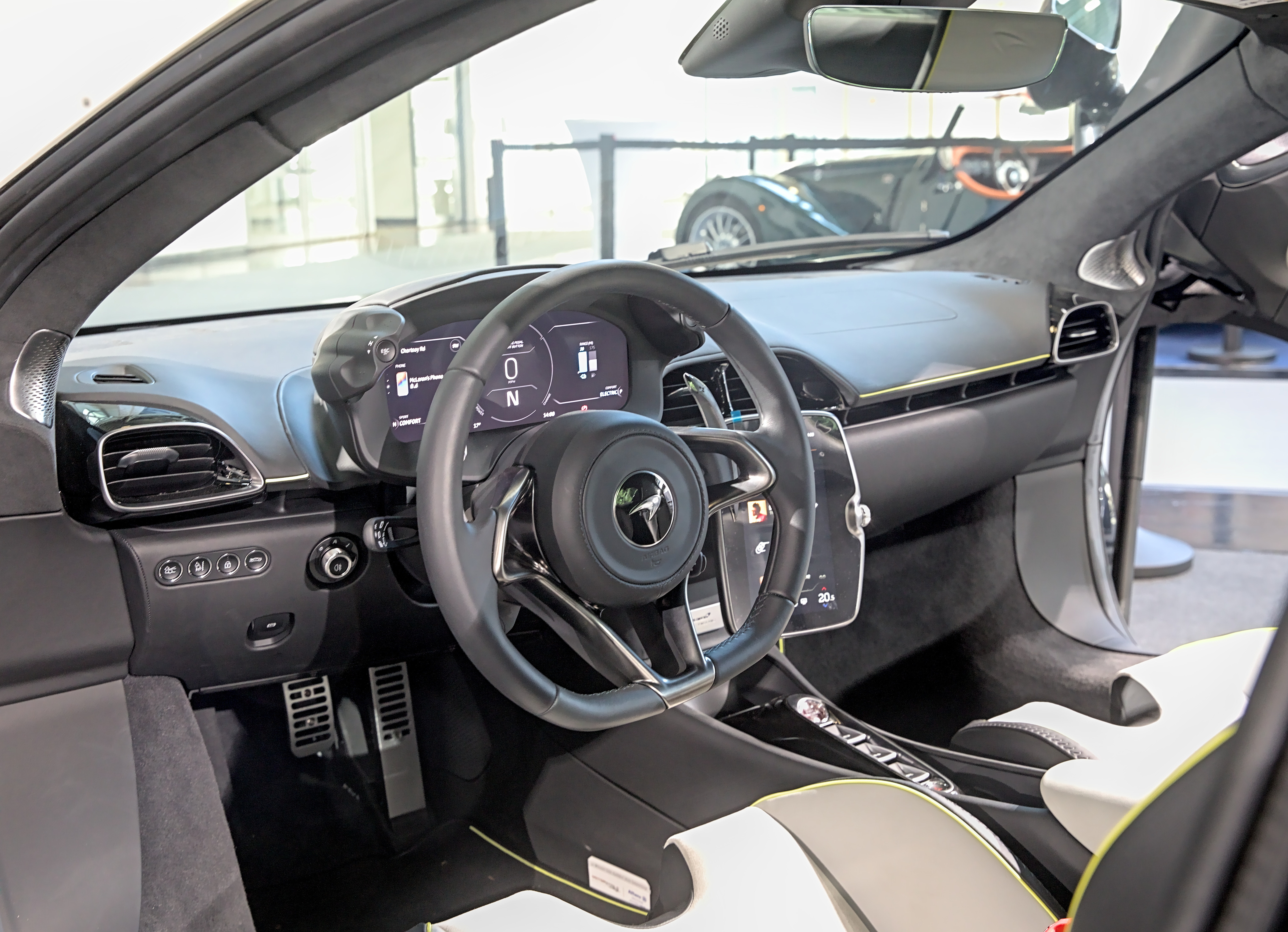
Intérieur.

### Phase 2
En février 2024, McLaren présente la version Spider de l'Artura en même temps qu'une importante mise à jour du modèle. Ainsi, la puissance passe à 700 ch et l'autonomie en mode électrique passe à 33 km.

## Caractéristiques techniques
La McLaren Artura inaugure un nouveau châssis composé de fibres de carbone nommé MCLA (McLaren Carbon Lightweight Architecture) .

### Motorisation
L'Artura reçoit le nouveau moteur M630 V6 biturbo de 2 993 cm3 d'une puissance de 585 ch associé à un moteur électrique de 95 ch et 225 N m de couple, pour une puissance combinée de 680 ch. Ce dernier est alimenté par une batterie lithium-ion d'une capacité de 7,4 kWh et pèse 88 kg, placée sous l'arrière de l'habitacle. McLaren revendique une durée de 2,5 heures pour une charge de 80 % en utilisant un câble EVSE et une autonomie électrique de 30 km selon la méthodologie de test européenne.
| Logo de McLaren                                      | McLaren Artura                                                      |
| Moteur                                               | 6-cylindres en V à 120°                                             |
| Admission                                            | Bi-Turbocompressé                                                   |
| Cylindrée (cm3)                                      | 2 993                                                               |
| Puissance maximale ch (kW)                           | Thermique : 585 (430) Électrique : 95 (70) Cumulée : 680 (500)      |
| au régime de (tr/min)                                | 7 500                                                               |
| Couple maximal (N m)                                 | Thermique : 585 Électrique : 225 Cumulé : 720                       |
| au régime de (tr/min)                                | 2 250                                                               |
| Régime maximal (tr/min)                              | 8 400                                                               |
| Boîte de vitesses                                    | Robotisée à double embrayage 8 rapports (marche arrière électrique) |
| Transmission                                         | Aux roues arrière (Propulsion)                                      |
| Vitesse maximale (en km/h)                           | 330                                                                 |
| 0-100 km/h (en s)                                    | 3,0                                                                 |
| 0-200 km/h (en s)                                    | 8,3                                                                 |
| Consommation (en L/100 km) urbain/extra-urbain/mixte |                                                                     |
| Émissions de CO2 (en g/km)                           | 108                                                                 |
| Masse à vide (kg)                                    | 1 498                                                               |
| Capacité du réservoir (L)                            | 65                                                                  |

## Versions

### GT4
En 2022, McLaren a introduit la version course de l’Artura. Appelée GT4, elle est la seule version de l’Artura à ne pas avoir de moteur hybride.

### Spider
Le 27 février 2024, soit trois ans après avoir dévoilé le coupé, McLaren a dévoilé la version spider de la Artura. La puissance de ce modèle grimpe alors à 700 chevaux, soit 20 de plus que le coupé.